# Hurrikan Harvey
Der Hurrikan Harvey gilt als der niederschlagreichste Sturm in der US-amerikanischen Geschichte, bei dem 50.000 Menschen evakuiert werden mussten.
Harvey war der achte Zyklon der atlantischen Hurrikansaison 2017 und erreichte zeitweise die Stufe 4 auf der Saffir-Simpson-Hurrikan-Windskala. Der tropische Wirbelsturm ging mit mehrtägigem Starkregen einher und richtete Ende August 2017 in den Karibikanrainerstaaten und den südlichen Teilen der USA, insbesondere in den Bundesstaaten Texas und Louisiana, gewaltige Schäden an. Mit einer verursachten Schadensumme von ca. 125 Mrd. US-Dollar gilt Harvey, gemeinsam mit dem Hurrikan Katrina, als der kostenintensivste Hurrikan der US-Geschichte; inflationsbereinigt nach Katrina der zweitteuerste.
Das Tropensturm zählte zu den ersten Extremwetterereignissen, welche von der Zuordnungsforschung bereits während des Geschehens analysiert wurden, um festzustellen wie sehr die Wahrscheinlichkeit für ein derartiges Extremwetterereignis vom Klimawandel beeinflusst wurde. Mit Hilfe von Klimamodellen simulierte ein internationales Expertenteam, zu dem auch Friederike Otto und Geert Jan van Oldenborgh zählten, dafür Harveys Verlauf.
Nach Ansicht des Klimaexperten Michael E. Mann von der University of Pennsylvania fiel Harvey stärker aus, als dies ohne die globale Erwärmung der Fall gewesen wäre.

## Verlauf

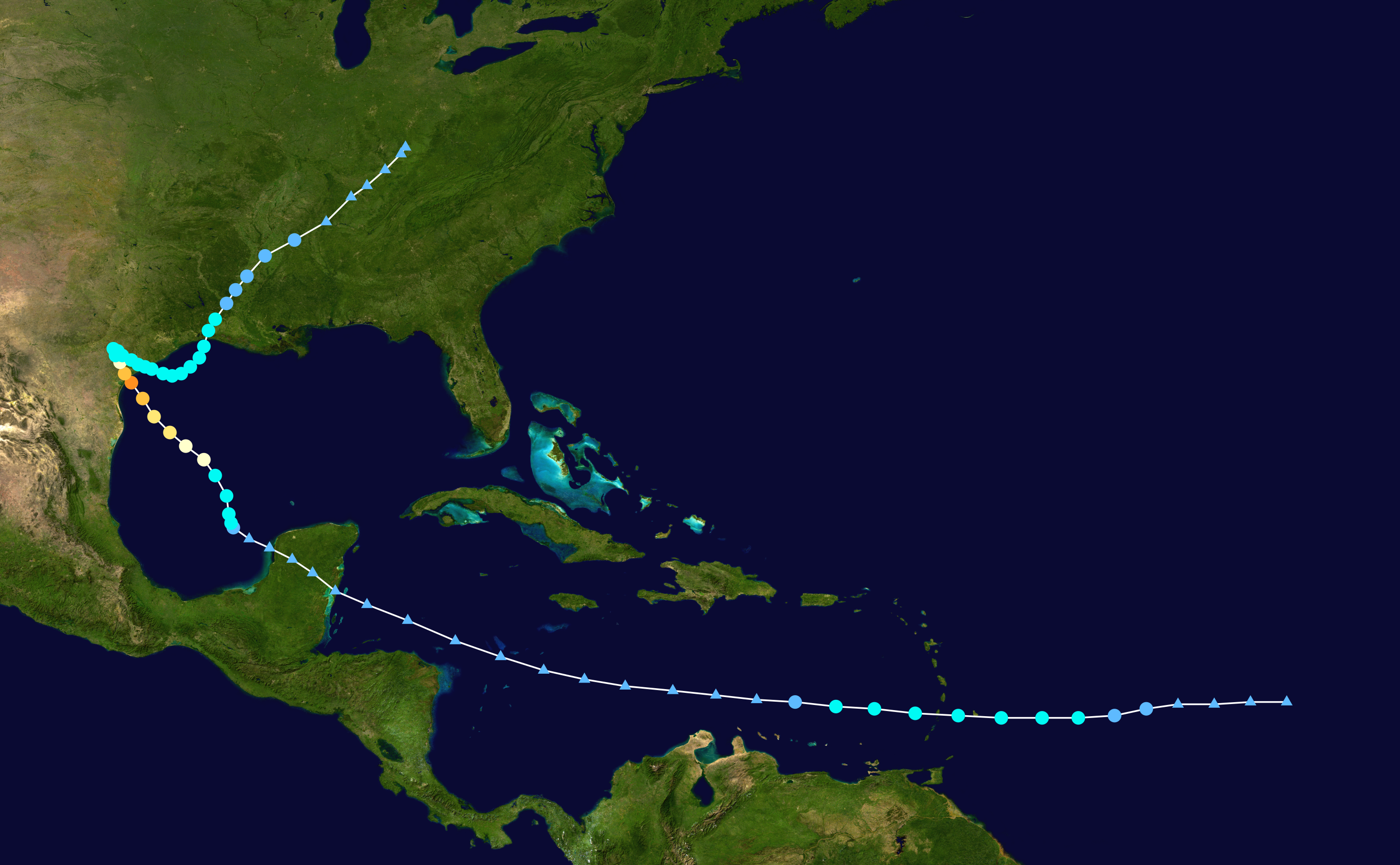
Verlauf des Hurrikans

Hurrikan Harvey traf am Abend des 25. August 2017 bei Rockport auf die Küste von Texas. Die Geschwindigkeit der stärksten Böen wurde bei Port Aransas mit 212 km/h gemessen
und es wurden schwere Überschwemmungsschäden erwartet, da der Sturm sich atypisch entwickelte und nur sehr langsam weiterzog. Während ein Hurrikan sich normalerweise über Land schnell abschwächt und ohne Feuchte- und Wärmezufuhr vom Meer her rasch an Energie verliert verlagerte sich Harvey nach dem Landgang kaum, sondern verweilte ungewöhnlich lange über demselben Gebiet, während die Zufuhr energiereiche Luft vom nahen Golf von Mexiko in seine Zirkulation weiter befeuerte.
Es kam bereits zu Stromausfällen in über 200.000 Häusern und zu zehn Todesfällen aufgrund von eingestürzten Dächern.
Der amtierende Präsident Donald Trump rief für Texas den Notstand aus, nachdem der Gouverneur Greg Abbott ihn darum gebeten hatte. Schon am Freitag wurden Hunderttausende in Sicherheit gebracht. Am Morgen des 26. August wurde Harvey vom National Hurricane Center zunächst auf einen Hurrikan der Kategorie 1 und schließlich auf einen Tropensturm herabgestuft.
Niederschlagsmesser der Wetterstation in Houston erfasste innerhalb von nur drei Tagen Niederschläge von 1000 Liter pro Quadratmetern fest (zum Vergleich: in Kiel fallen 700 Liter pro Jahr). Im südöstlichen von Texas sowie im südlichen Louisiana addierten sich die Regenmengen in vier bis fünf Tagen auf mehr als 1200 Liter pro Quadratmeter und erreichten teilweise Intensitäten von 100 bis 200 Liter pro Quadratmetern pro Stunde. Fast ein Drittel der Fläche vom Harris County, in dem sich auch Houston befanden, waren überschwemmt.
Am 28. August 2017 war an zwei Flughäfen in Houston der Flugbetrieb eingestellt worden, zwei Krankenhäuser mussten evakuiert werden und zahlreiche Straßen waren überschwemmt worden. Die Einwohner wurden aufgefordert, sich auf das Dach ihrer Häuser zu begeben.
Stand 31. August waren insgesamt 30 Personen durch den Hurrikan ums Leben gekommen und nur in Houston wurden Schätzungen nach 40.000 Häuser zerstört. Der Nationale Wetterdienst teilte Niederschlagsmengen von 125 cm seit Freitagabend mit.